# Chinatown (Manhattan)

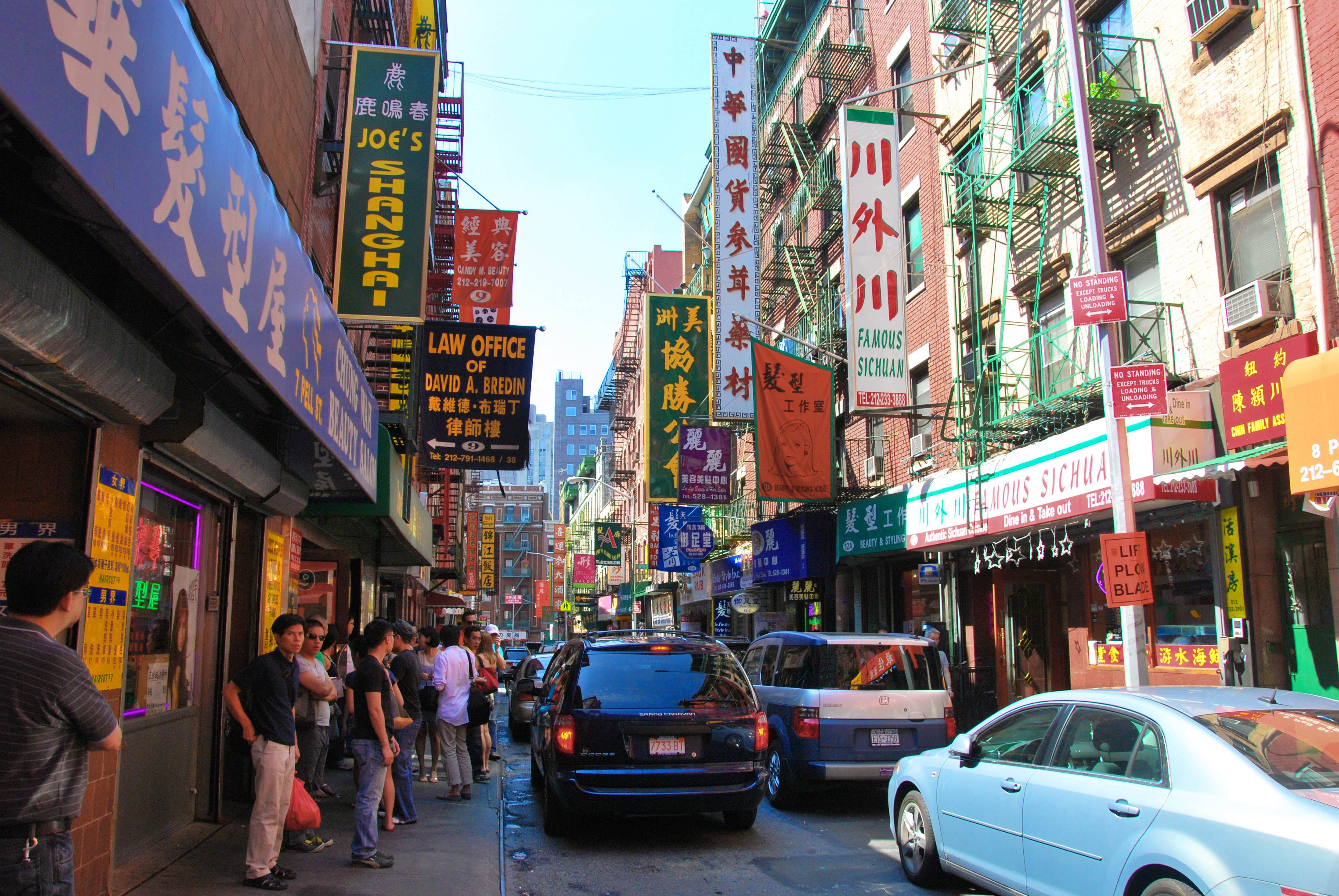
Chinatown, Manhattan.

Chinatown (chino simplificado: 纽约华埠; chino tradicional:  紐約華埠; pinyin: Niŭyuē Huá Bù) es un barrio de la ciudad de Nueva York, famoso por ser un enclave étnico con una gran población de inmigrantes chinos. 
El barrio de Chinatown en Manhattan, es uno de los nueve barrios conocidos como Chinatown que hay en Estados Unidos. Es habitado por la mayor etnia china fuera de Asia dónde aproximadamente residen 779 269 personas según datos de 2013. En la zona este del hemisferio norte, este barrio es el segundo más poblado de todos los Chinatowns, el primero es el de San Francisco.

## Localización
Dentro de esta área, la mayoría de los turistas sólo visitan el antiguo centro de Chinatown, las intersecciones de las calles Canal con Mott y Mulberry, así como las intersección de las calles Pell y Doyers.
Es un área aproximada de 1,5 kilómetros de norte a sur y de 3 kilómetros de este a oeste dentro de la isla de Manhattan.
Hasta los años 1970, los límites tradicionales de Chinatown eran:
- Al norte, la calle Canal (limitando con Little Italy).
- Al este, la calle Bowery (limitando con el Lower East Side).
- Al sur, la calle Worth.
- Al oeste, la calle Baxter.

Actualmente, los límites de Chinatown son:
- Al norte la calle Delancey (limitando con el East Village y Soho).
- Al este, la calle East Broadway (hasta el Williamsburg Bridge).
- Al oeste, la calle Broadway (limitando con Tribeca).
- Al sur, la calle Chambers (limitando con el City Hall y la zona cero).

## Calles de Chinatown

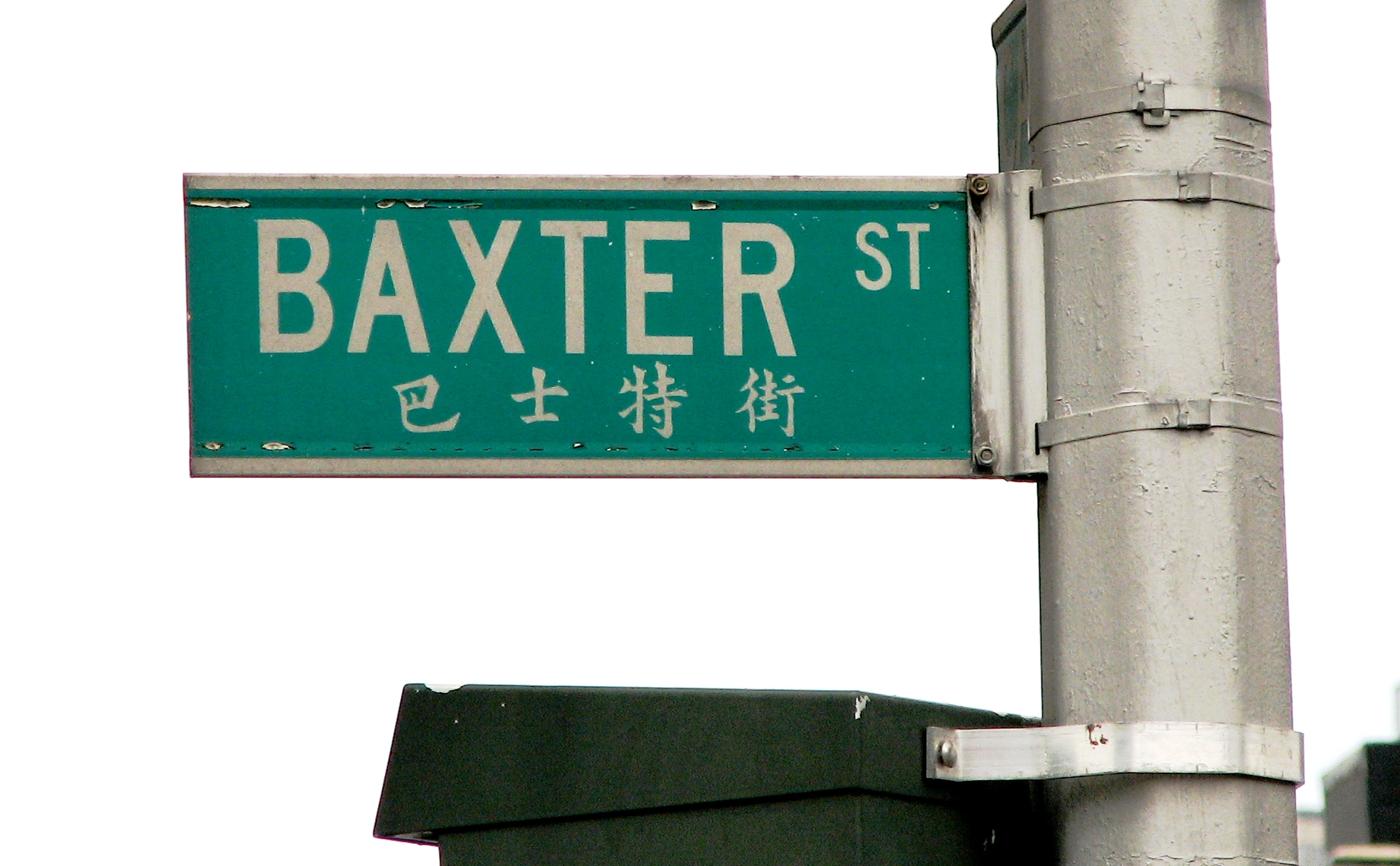
Baxter Street - 巴士特街

| - Allen Street - 亞倫街 - Baxter Street - 巴士特街 - Bayard Street - 擺也街 - Bowery - 包厘 - Broadway - 百老匯 - Broome Street - 布隆街 - Canal Street - 堅尼街 - Catherine Street - 加薩林街 - Centre Street - 中央街 - Chambers Street - 錢伯斯街 - Chatham Square - 且林士果 - Chrystie Street - 企李士提街 - Delancey Street - 地蘭西街 - Division Street - 地葳臣街 - Doyers Street - 宰也街 - East Broadway (Little Fuzhou) - 東百老匯 (小福州) | - Eldridge Street - 愛烈治街 - Elizabeth Street - 伊利沙白街 - Forsyth Street - 科西街 - Grand Street - 格蘭街 - Henry Street - 軒利街 - Hester Street - 喜士打街 - Madison Street - 麥地遜街 - Market Street - 市場街 - Mosco Street - 莫斯科街 - Mott Street - 勿街 - Mulberry Street - 茂比利街 - Orchard Street - 柯察街 - Park Row - 柏路 - Pell Street - 披露街 - Pike Street - 派克街 - Worth Street - 窩夫街 |

## Historia

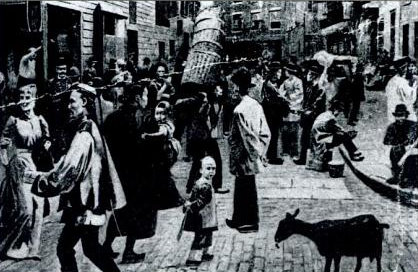
Doyers Street en 1898.

La mayor parte del aumento de la población del barrio se debe a la inmigración, ya que a medida que las primeras generaciones de inmigrantes lograron un buen uso del inglés y obtuvieron una educación, se mudaron a los suburbios o los otros municipios (boroughs) de Nueva York. Cuando la tasa de inmigración a los Estados Unidos creció en 1968, la población de Chinatown aumentó y superó las posibilidades del barrio, por lo que la mayoría de los inmigrantes se fueron a los vecindarios del norte.
En los años 1970, Little Italy fue absorbida. El único remanente auténtico de ese enclave étnico es la calle Mulberry al norte de la calle Canal. La sección conocida como NoLIta también se está empezando a poblar de residentes chinos.
A pesar de la historia de Chinatown, no hay muchos anuncios que avisen de que se ha entrado al barrio (aparte de los letreros que anuncian en chino). En 1962 en la plaza Chatham, el arco memorial «Kam Lau» fue erigido en memoria de los chino-americanos que murieron en la Segunda Guerra Mundial. Este monumento es mayormente ignorado por los residentes debido a su mala ubicación en un congestionado cruce de automóviles con poco tránsito de peatones. Una estatua de «Lin Ze Xu», un oficial chino que se opuso al comercio de opio, también está ubicada en la plaza. En los años 1970, la compañía local de telefonía, decoró sus cabinas con un aspecto de pagoda. En 1976, la estatua de Confucio frente a la Plaza Confucio se volvió un lugar de encuentro. En los 1980, bancos que abrieron nuevas agencias en la zona, empezaron a usar estilos tradicionales chinos para sus fachadas.
En el siglo XXI, las casas en Chinatown siguen siendo en su mayoría edificios antiguos y venidos a menos. Algunos tienen más de 100 años de antigüedad. Es habitual que en esos edificios haya baños comunes en los pasillos para servir a varios apartamentos.

## Economía

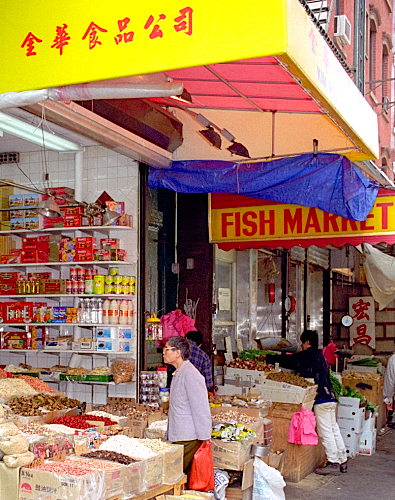
Mercado típico de Chinatown.

La mayoría de los trabajos de Chinatown son propios de clase baja, los sueldos son inferiores al mínimo legal (el cual está, en el caso de EE. UU., en 1256,7 dólares mensuales, lo equivalente a 1154,3 €) y las transacciones se hacen en efectivo para evitar el pago de impuestos. Este tipo de economía da trabajo a muchos inmigrantes que, por problemas de idioma, no pueden acceder a mejores puestos. Este sistema atrajo a la industria de la moda a instalar sus fábricas en el área de Chinatown. También hay una actividad importante en el sector del turismo y de los restaurantes.
Las tiendas chinas están ubicadas en las calles Mulberry, Canal y a lo largo de la calle East Broadway. Las tiendas de joyería china están en la calle Canal entre Mott y Bowery. Debido a los altos niveles de ahorro que logran los chinos, hay varios bancos tanto asiáticos como americanos en esta zona. La calle Canal, al oeste de Broadway, está llena de vendedores callejeros que ofrecen imitaciones de marcas famosas de perfumes, relojes y carteras. Esta sección de la calle Canal se encontraban anteriormente las ferreterías y las tiendas de electrónica.
Actualmente, gran parte de negocios del barrio están más enfocados al turismo y sector servicios.

## Sociedad
A diferencia de la mayor parte de los barrios chinos, Chinatown es tanto un barrio residencial como un área comercial. Se estima una población entre 150 000 y 250 000 residentes (aunque algunos afirman que hay 350 000 residentes). Es difícil conseguir un dato adecuado debido a la poca participación que hubo en el censo (por los problemas de lenguaje y debido a la gran inmigración ilegal). Aparte de los 200 restaurantes chinos (algunos dicen que hay 300) existen algunas fábricas. La proximidad de la zona que contiene la industria de la moda ha creado algunos puestos de trabajo vinculados a esta actividad. La industria local del vestido se centra ahora en la producción rápida de pequeños volúmenes y al trabajo por unidad (se trabaja por pieza ordenada y pagada) que generalmente se hace en la propia casa del trabajador.
Sin embargo, en la esquina de las calles Bowery y Division se construyó en el año 1976 un gran proyecto residencial subsidiado por el gobierno federal llamado Confucius Plaza. Sus 44 pisos de viviendas llenaron una gran necesidad en la zona y motivaron la creación de una nueva escuela pública. Desde que es imposible la construcción de nuevas casas en Chinatown, varios apartamentos en el edificio han sido adquiridos por gente de mayor poder económico.
El único parque en Chinatown es el parque Columbus, que fue construido en lo que fue el centro del famoso vecindario Five Points. Durante el siglo XIX, esta zona fue la más peligrosa de Nueva York.

### Lenguas
Hasta 1960, la mayoría de la población hablaba el idioma cantonés, venía desde la provincia de Cantón y de Hong Kong. También estaban presentes minorías Hakka y Toisan.
Recientemente, nuevos inmigrantes de habla mandarín llegaron desde China, especialmente de la provincia Fujian.

### Año Nuevo chino

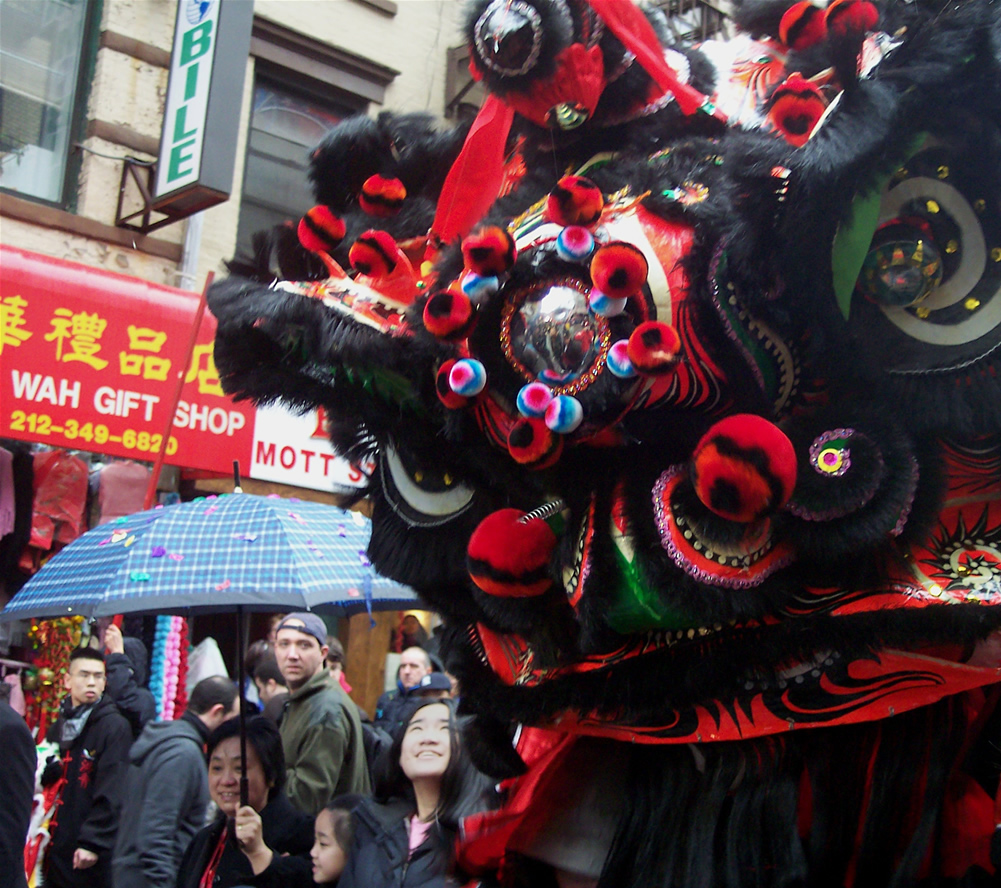
Año Nuevo chino en Chinatown

Esta celebración es una de las más grandes e importantes que se hacen en el barrio. También es conocida como la Fiesta de la primavera (Spring Festival). Es una de las fiestas con más tradición de Chinatown que sigue manteniendo la cultura china. Esta fiesta está basada en el calendario lunisolar, que tradicionalmente era utilizado en China. Se inicia el primer día del primer mes lunar y finaliza el día quince con la celebración del Lantern Festival o Festival de los farolillos.

## Personas destacadas
El primer inmigrante que se instaló en Chinatown fue un hombre de negocios asiático, Ah Ken. Este fundó un estanco en Park Row, que actualmente se ha convertido en un establecimiento de gran éxito.